# Newington, Georgia
Newington är en ort i Screven County i delstaten Georgia, USA.